# André Brulé (cyclisme)
Pour les articles homonymes, voir Brulé.
André Brulé est un coureur cycliste français, né le 4 février 1922 à Billancelles dans le département d'Eure-et-Loir et mort le 3 mars 2015 à Clamart. 

## Biographie
Il a notamment remporté le Tour du Maroc en 1949, une étape du Tour de Suisse et du Tour de Luxembourg la même année, ainsi que plusieurs épreuves de cyclo-cross au cours de sa carrière. Il a participé à trois éditions du Tour de France entre 1948 et 1950, obtenant son meilleur résultat avec une 12e place au classement général en 1948.

## Palmarès

### Palmarès sur route
- 1941
  - Paris-Rouen
- 1943
  - Paris-Le Mans
  - Circuit du Midi
  - 2e du championnat de France des sociétés
  - 3e de Paris-Rouen
- 1944
  - 2e d'À travers Paris
- 1945
  - Grand Prix Arsène Mersch
  - Grand Prix du Pneumatique
- 1947
  - 2e du Tour du Calvados
- 1949
  - Tour du Maroc :
    - Classement général
    - 8e étape

  - 1re étape du Tour de Luxembourg
  - 4e étape du Tour de Suisse
  - 2e du Trophée du Journal d'Alger
  - 4e du Tour de Suisse
- 1950
  - 6e étape du Tour du Maroc
  - 3e du Trophée du Journal d'Alger
- 1952
  - 2e de Paris-Bourges
  - 9e du Tour de Suisse

### Résultats sur les grands tours

#### Tour de France
3 participations 
- 1948 : 12e
- 1949 : 23e
- 1950 : 14e

#### Tour d'Italie
1 participation 
- 1950 : 33e

### Palmarès en cyclo-cross
- 1940-1941
  - 3e du critérium international de cyclo-cross
- 1956-1957
  - 3e du championnat d'Île-de-France de cyclo-cross
- 1957-1958
  - 2e du championnat de France de cyclo-cross
  - 3e du championnat d'Île-de-France de cyclo-cross
  - 5e du championnat du monde de cyclo-cross
- 1958-1959
  - 2e du championnat de France de cyclo-cross
  - 7e du championnat du monde de cyclo-cross